# Mesechites acuminatus
Mesechites acuminatus là một loài thực vật có hoa trong họ La bố ma. Loài này được (Ruiz & Pav.) Müll.Arg. mô tả khoa học đầu tiên năm 1860.